# Antón Smolski
Antón Andreyevich Smolski –en bielorruso, Антон Андрэевіч Смольскі– (Piasochnaye, 16 de diciembre de 1996) es un deportista bielorruso que compite en biatlón.
Participó en dos Juegos Olímpicos de Invierno, obteniendo una medalla de plata en Pekín 2022, en la prueba individual, y el séptimo lugar en Pyeongchang 2018, en la prueba por relevo.

## Palmarés internacional
| Juegos Olímpicos | Juegos Olímpicos | Juegos Olímpicos | Juegos Olímpicos |
| Año              | Lugar            | Medalla          | Prueba           |
| ---------------- | ---------------- | ---------------- | ---------------- |
| 2022             | Pekín (China)    | Medalla de plata | Individual       |